# 害
仏教用語での害（がい）（梵: vihiṃsā、ヴィヒンサー）は、仏教が教える煩悩のひとつ。
害意。他者への思いやりの心が無い状態、すなわち、慈悲心無き心の状態をさす。大善地法の「不害 (アヒンサー)」の逆  。
説一切有部の五位七十五法のうち、小煩悩地法の一つ。唯識派の『大乗百法明門論』によれば随煩悩位に分類され、そのうち小随煩悩である。